# 1 de novembro
1 ou 1.º de novembro é o 305.º dia do ano no calendário gregoriano (306.º em anos bissextos). Faltam 60 dias para acabar o ano.

## Eventos históricos

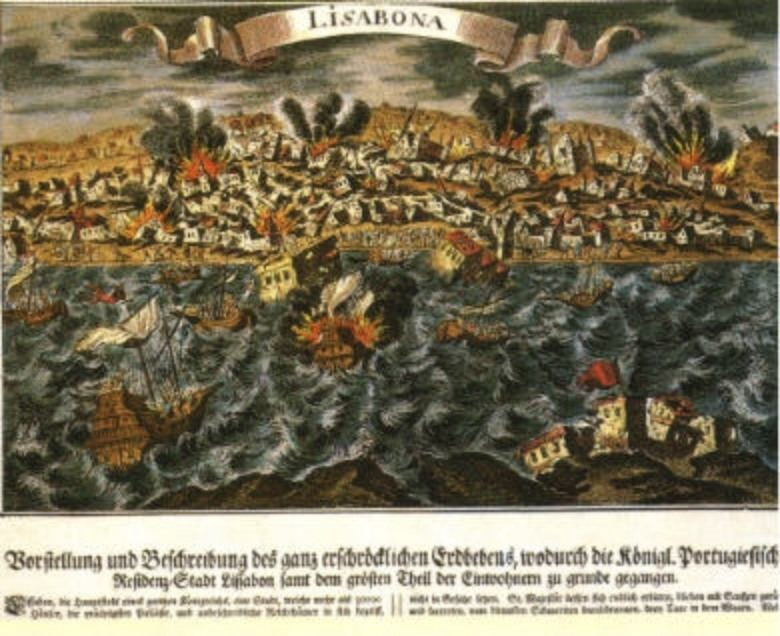
1755: Sismo de Lisboa

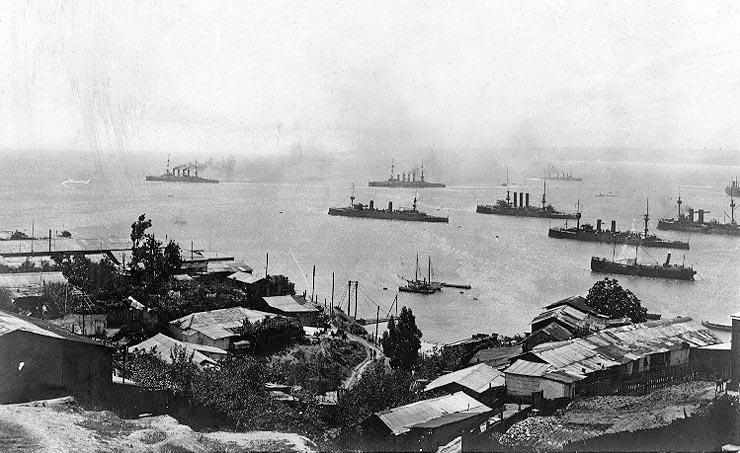
1914: Batalha de Coronel

- 0365 — Os alamanos cruzam o rio Reno e invadem a Gália. O imperador romano Valentiniano I se muda para Paris para comandar o exército e defender as cidades gaulesas.
- 0996 — O imperador Otão III emite uma escritura para Gottschalk, bispo de Freising, que é o documento mais antigo conhecido usando o nome Ostarrîchi (Áustria em alto alemão antigo).
- 1009 — As forças berberes lideradas por Solimão Almostaim derrotam o califa omíada Maomé II  na batalha de Alcolea.
- 1141 — O reinado da imperatriz Matilde como "Senhora dos Ingleses" termina com Estêvão de Blois recuperando o título de Rei da Inglaterra.
- 1179 — Filipe II é coroado como Rei da França.
- 1214 — A cidade portuária de Sinope se rende aos turcos seljúcidas.
- 1386 — É assinado o Tratado de Monção.
- 1301 — Carlos de Valois entra em Florença com os guelfos negros e devasta a cidade.
- 1501 — Descobrimento da Baía de Todos-os-Santos, no litoral brasileiro.
- 1503 — É eleito o Papa Júlio II.
- 1512 — O teto da Capela Sistina, pintado por Miguel Ângelo, é exibido ao público pela primeira vez.
- 1520 — O estreito de Magalhães, a passagem imediatamente ao sul da América do Sul continental que liga os oceanos Pacífico e Atlântico, é descoberto e navegado pela primeira vez pelo explorador português Fernão de Magalhães durante a primeira viagem de circum-navegação registrada.
- 1555 — Huguenotes franceses estabelecem a colônia da França Antártica no atual Rio de Janeiro, Brasil.
- 1570 — O Dilúvio de Todos os Santos devasta a costa holandesa.
- 1604 — A tragédia Otelo, de William Shakespeare, é apresentada pela primeira vez, no Palácio de Whitehall, em Londres.
- 1611 — A peça de Shakespeare A Tempestade é apresentada pela primeira vez, no Palácio de Whitehall, em Londres.
- 1612 — Durante o Tempo de Dificuldades, as tropas polonesas são expulsas do Kitai-gorod de Moscou por tropas russas sob o comando de Dmitri Pojarski.
- 1755
  - Sismo de Lisboa, que destrói grande parte de Lisboa, matando entre 60 e 90 mil pessoas.
  - Tsunâmi no Brasil, A onda destruiu de forma parcial a costa nordeste.
- 1765 — O Parlamento britânico promulga a Lei do selo sobre as Treze Colônias, a fim de ajudar a pagar pelas operações militares britânicas na América do Norte.
- 1790 — Edmund Burke publica Reflexões sobre a Revolução na França, na qual prevê que a Revolução Francesa terminará em desastre.
- 1800 — John Adams torna-se o primeiro presidente dos Estados Unidos a viver na Mansão Executiva (mais tarde renomeada Casa Branca).
- 1805 — Napoleão Bonaparte invade a Áustria durante a Guerra da Terceira Coalizão.
- 1814 — O Congresso de Viena abre para redesenhar o mapa político europeu após a derrota da França nas Guerras Napoleônicas.
- 1861 — Guerra Civil Americana: o presidente dos Estados Unidos, Abraham Lincoln, nomeia George B. McClellan como comandante do Exército da União, substituindo o general Winfield Scott.
- 1894 — Nicolau II torna-se o novo (e último) czar da Rússia após a morte do seu pai, Alexandre III.
- 1897 — O primeiro prédio da Biblioteca do Congresso abre suas portas ao público; a biblioteca já havia sido alojada na Sala de Leitura do Congresso no Capitólio dos Estados Unidos.
- 1911 — A primeira missão de bombardeio aéreo de combate do mundo ocorre na Líbia durante a Guerra Ítalo-Turca. O segundo-tenente Giulio Gavotti, da Itália, solta várias pequenas bombas.
- 1914 — Primeira Guerra Mundial: a Batalha de Coronel, a primeira derrota da Marinha Real Britânica na guerra com a Alemanha, é travada na costa oeste do Chile, no Pacífico, com a perda do HMS Good Hope e HMS Monmouth.
- 1918 — A Ucrânia Ocidental separa-se da Áustria-Hungria.
- 1919 — A Estrada de Ferro Araraquara é encampada pelo Estado de São Paulo.
- 1922 — Extinção do Império Otomano com a abolição do cargo de sultão pela Grande Assembleia Nacional (parlamento turco); a República da Turquia seria oficialmente proclamada em 29 de outubro de 1923.
- 1928 — A Lei de Adoção e Implementação do alfabeto turco substitui o alfabeto árabe pelo alfabeto latino.
- 1942 — Entra em vigor o padrão monetário do Cruzeiro no Brasil.
- 1944 — Segunda Guerra Mundial: um F-13 Superfortress da Forças Aéreas do Exército dos Estados Unidos efetua o primeiro voo de uma aeronave aliada sobre a região de Tóquio, no Japão, desde o Ataque Doolittle de 1942.
- 1945 — A Comunidade da Austrália é admitida como Estado-Membro da ONU.
- 1950
  - O Papa Pio XII afirma a infalibilidade papal quando define solenemente o dogma da Assunção de Maria.
  - Os nacionalistas porto-riquenhos Griselio Torresola e Oscar Collazo tentam assassinar o presidente dos Estados Unidos, Harry S. Truman.
- 1951 — Operação Buster-Jangle: Seis mil e quinhentos soldados do Exército dos Estados Unidos são expostos a explosões atômicas de "Desert Rock" para fins de treinamento em Nevada. A participação não é voluntária.
- 1952 — Teste de arma nuclear: os Estados Unidos detonam com sucesso Ivy Mike, o primeiro dispositivo termonuclear, no atol de Enewetak. A explosão teve um rendimento de dez megatons equivalente em TNT.
- 1954 — A Frente de Libertação Nacional dispara os primeiros tiros da Guerra de Independência Argelina.
- 1955 — Início da Guerra do Vietnã.
- 1956 — Revolução Húngara: Imre Nagy anuncia a neutralidade e a retirada da Hungria do Pacto de Varsóvia. As tropas soviéticas começam a entrar novamente na Hungria, contrariamente às garantias do governo soviético.
- 1957 — A Ponte de Mackinac, a maior ponte suspensa do mundo entre ancoradouros da época, abre-se ao tráfego que liga as penínsulas superior e inferior do Michigan.
- 1960 — O tratado da primeira organização de integração econômica da Europa, a Benelux, entra em vigor.
- 1963
  - Inaugurado oficialmente o Observatório de Arecibo, Porto Rico, com o maior radiotelescópio já construído.
  - Começa um Golpe de Estado no Vietnã do Sul.
- 1965 — Golpe militar de 1964 no Brasil: instituídos os Atos Complementares 2 e 3. O primeiro trata de disposições transitórias até o estabelecimento de tribunais federais em primeira instância e o segundo determinava as formalidades para a aplicação da suspensão de direitos políticos e garantias constitucionais.
- 1973 — O estado indiano de Maiçor é renomeado como Carnataca para representar todas as regiões de Karunadu.
- 1979 — Na Bolívia, o coronel Alberto Natusch Busch realiza um golpe de Estado contra o governo constitucional de Wálter Guevara Arze.
- 1980 — Início do Sistema Brasileiro de Televisão.
- 1981 — Antígua e Barbuda obtém independência do Reino Unido.
- 1993 — Entra em vigor o Tratado de Maastricht estabelecendo formalmente a União Europeia.
- 1984 — Após o assassinato de Indira Gandhi, primeira-ministra da Índia, em 31 de outubro de 1984, por dois de seus guarda-costas siques, eclodem motins anti-siques.
- 1991 — O presidente da República Chechena, Dzhokhar Dudayev, declara a soberania da República Chechena da Ichkeria da Federação Russa.
- 1993 — Entra em vigor o Tratado de Maastricht, que institui formalmente a União Europeia.[1]
- 1994 — Ocorre o MTV Unplugged da banda Nirvana.
- 1995 — O Congresso Nacional Africano vence as eleições multirraciais na África do Sul.
- 2000 — A União Estatal de Sérvia e Montenegro (atual República da Sérvia) é admitida como Estado-Membro da ONU.
- 2001 — Turquia, Austrália e Canadá concordam em empenhar tropas na invasão do Afeganistão.[2]
- 2002 — A estudante Suzane von Richthofen, seu namorado, Daniel Cravinhos, e o irmão dele, Cristian Cravinhos, matam os pais da jovem, Manfred Albert Freiherr von Richthofen e Marísia von Richthofen, em São Paulo.
- 2022 — A tempestade tropical Nalgae causa inundações, deslizamentos e pelo menos 150 mortos nas Filipinas.[3]
- 2023 — O Texas Rangers consegue a primeira Série Mundial das Grandes Ligas de sua história derrotando o Arizona Diamondbacks no quinto jogo da série melhor de 7.

## Nascimentos

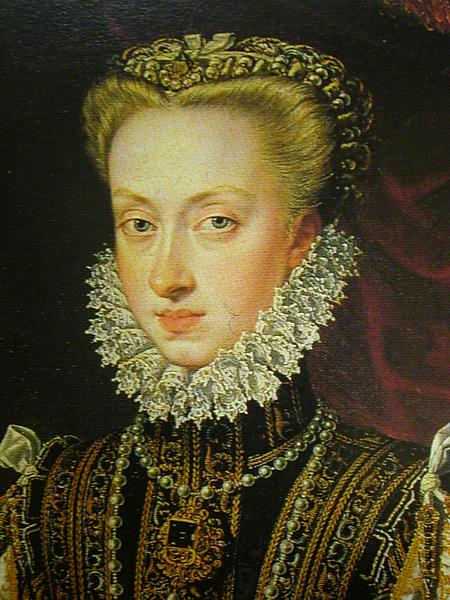
Ana de Áustria, Rainha de Espanha

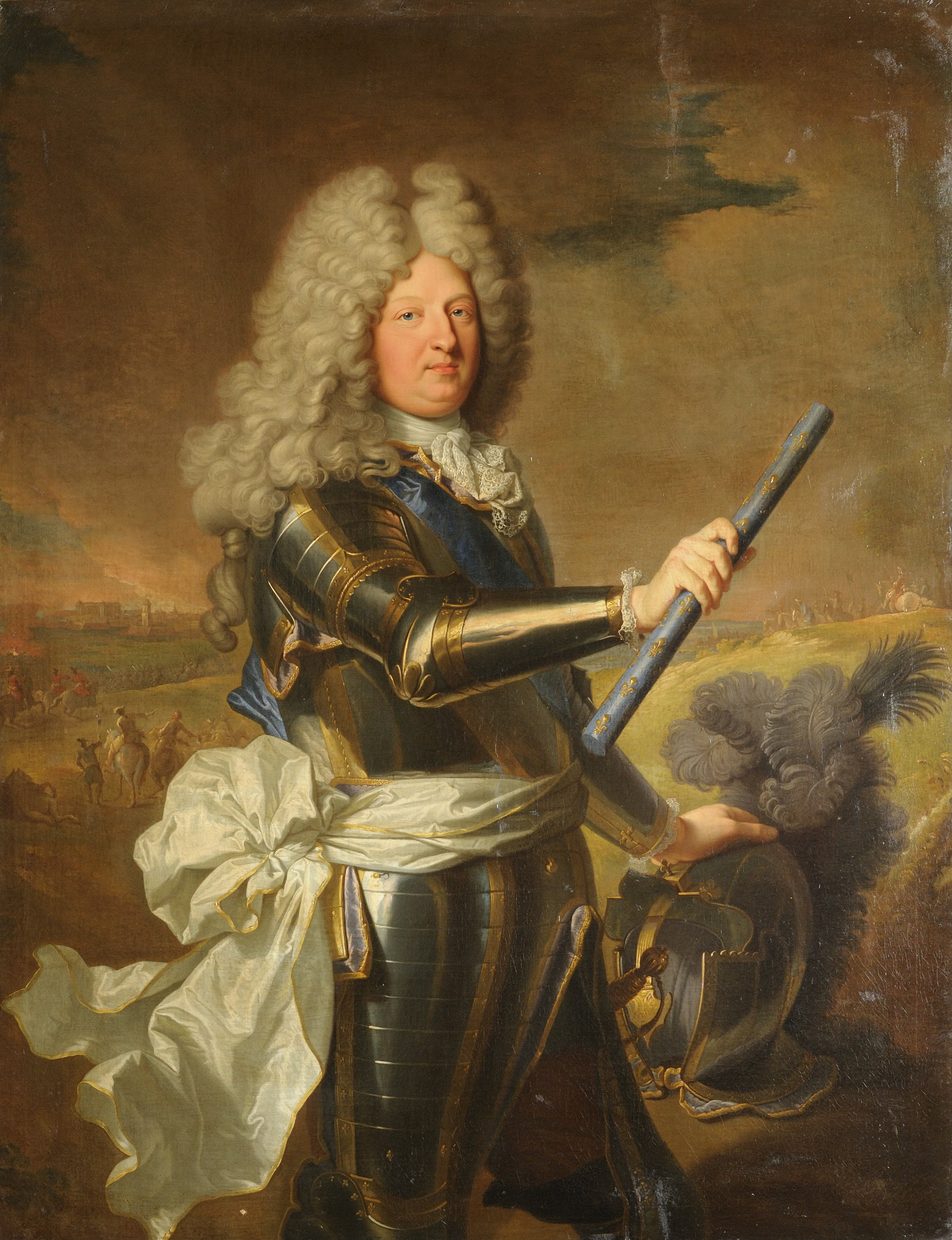
Luís, Grande Delfim da França

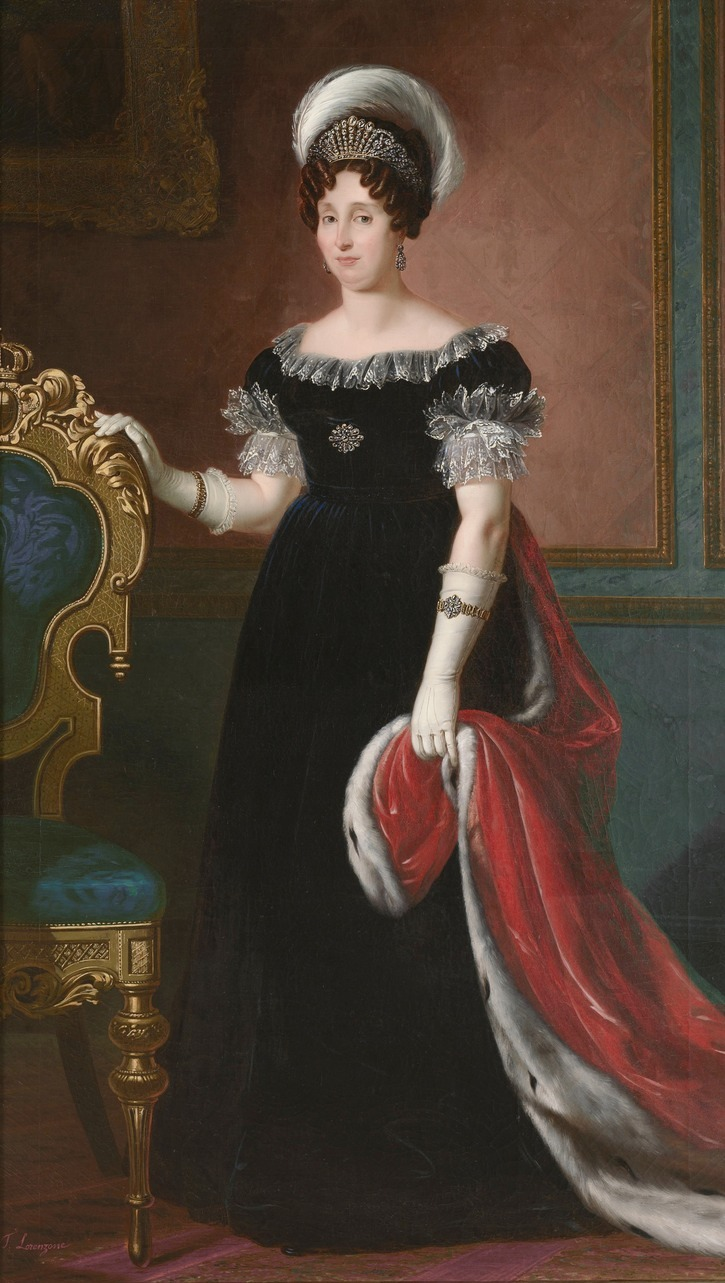
Maria Teresa de Áustria-Este, rainha da Sardenha

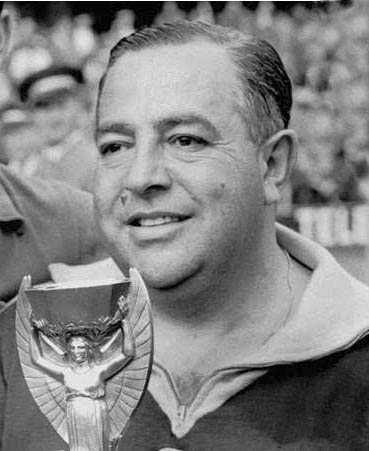
Vicente Feola

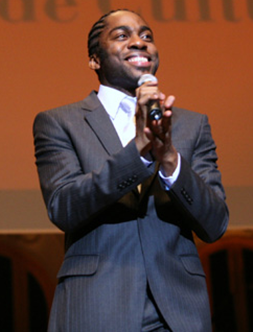
Lázaro Ramos

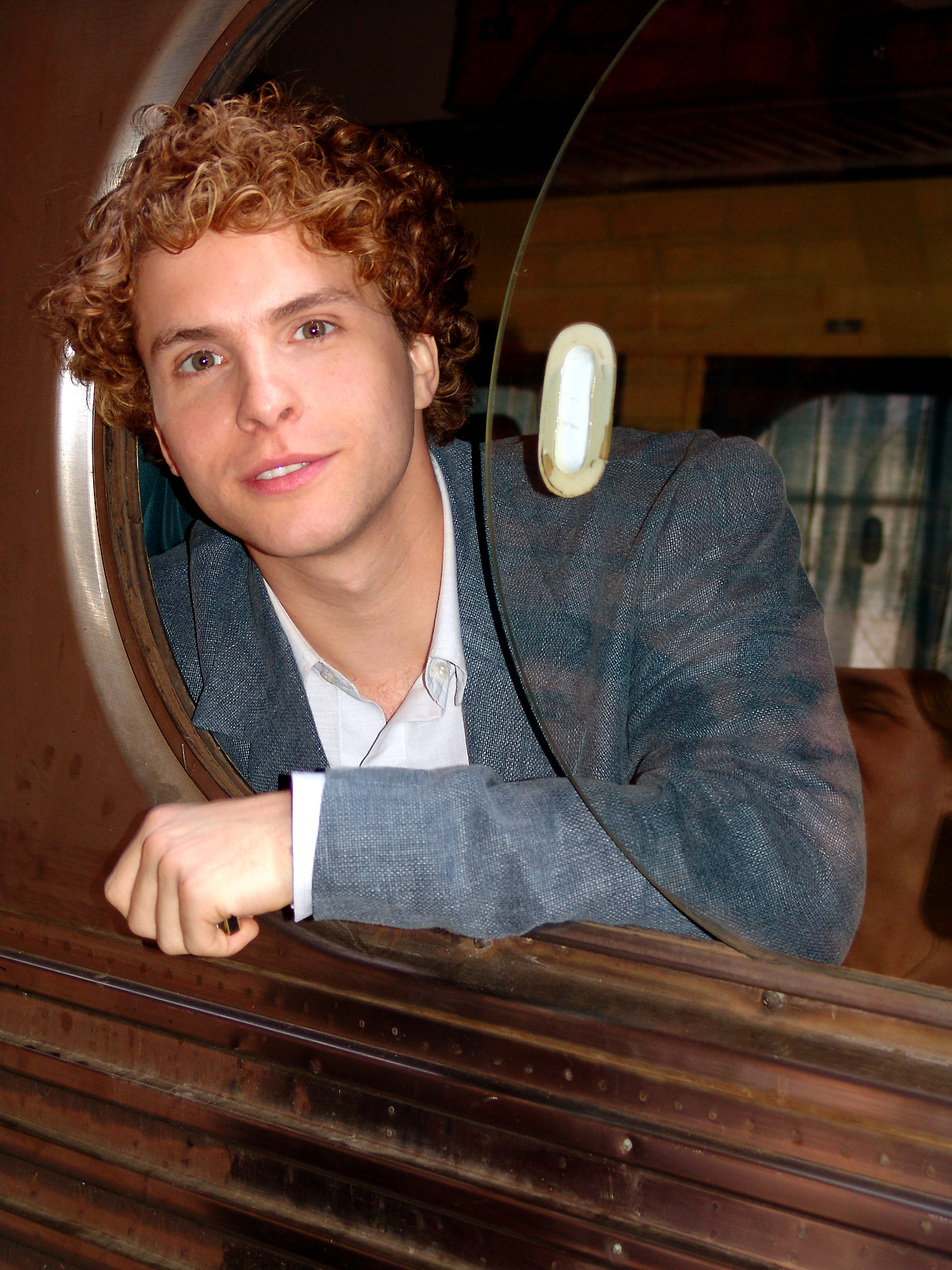
Thiago Fragoso

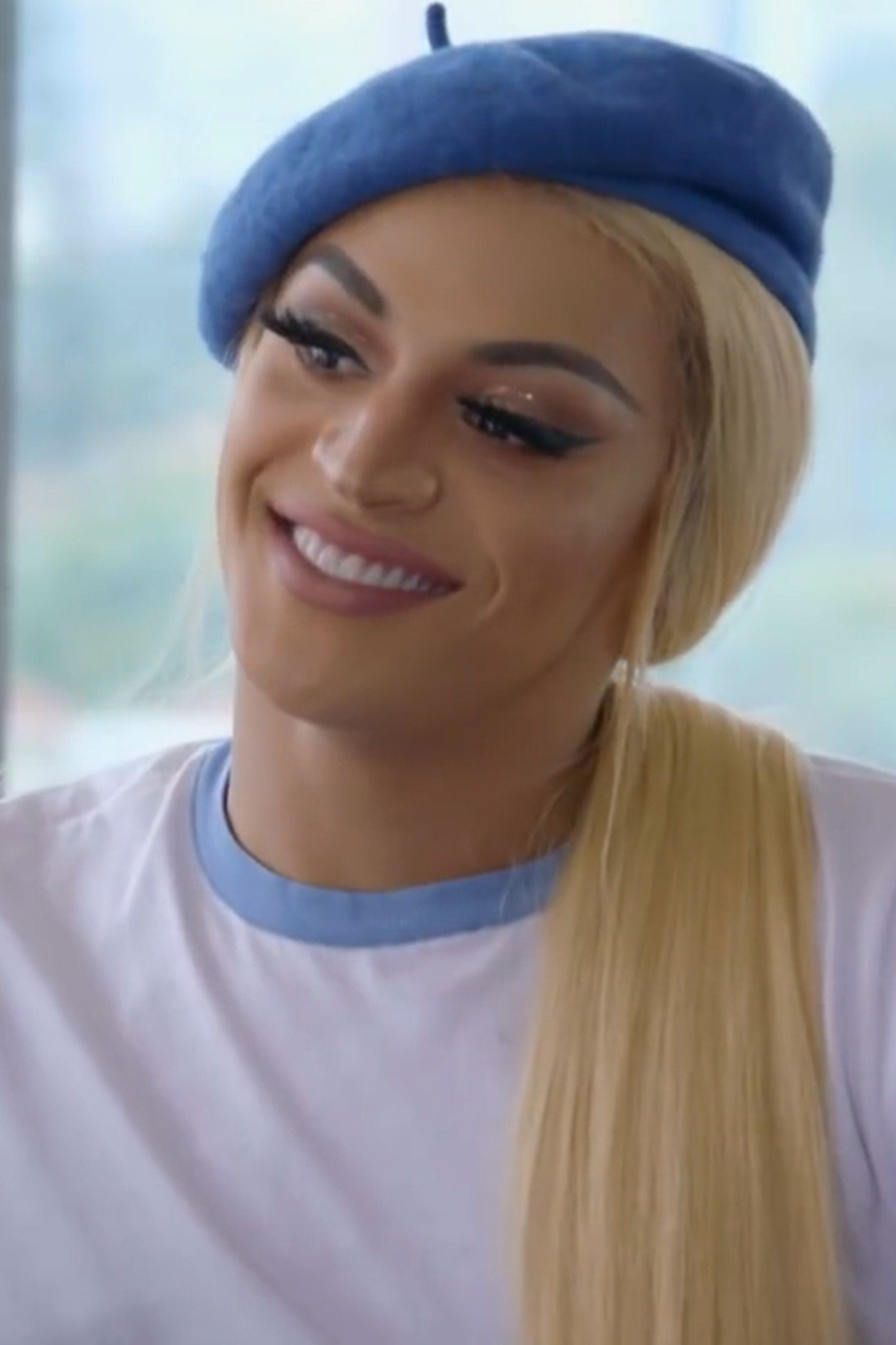
Pabllo Vittar

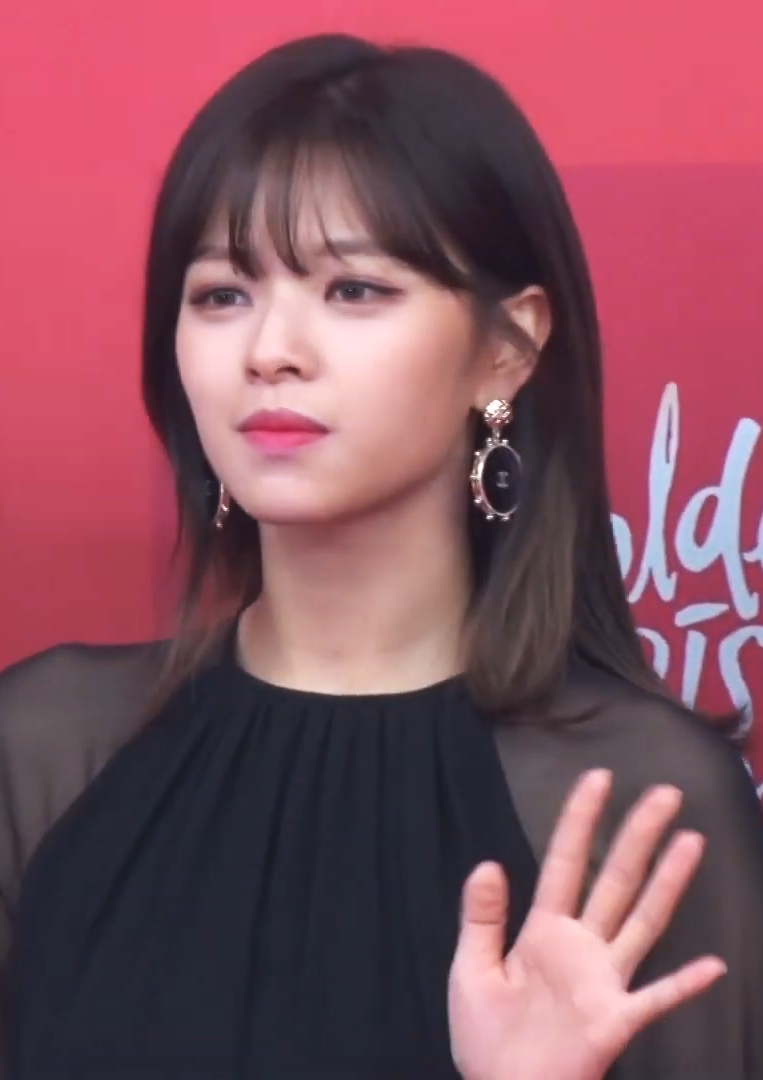
Yoo Jeong-yeon

### Anteriores ao século XIX
- 0846 — Rei Luís II de França (m. 879).
- 1339 — Duque Rodolfo IV da Áustria (m. 1365).
- 1497 — Giovanni Ricci de Montepulciano, diplomata e cardeal italiano (m. 1574).
- 1526 — Catarina Jagelão, rainha da Suécia (m. 1583).
- 1530 — Étienne de La Boétie, filósofo e humanista francês, (m. 1563).
- 1549 — Ana de Áustria, Rainha de Espanha (m. 1580).
- 1593 — Abel Servien, diplomata francês (m. 1659).
- 1596 — Pietro de Cortona, pintor e arquiteto toscano (m. 1669).
- 1636 — Nicolas Boileau, crítico literário e poeta francês (m. 1711).
- 1661 — Luís, Grande Delfim de França (m. 1711).
- 1713 — Antonio Genovesi, escritor e filósofo napolitano (m. 1769).
- 1743 — Johann Friedrich Wilhelm Herbst, naturalista e entomologista alemão  (m. 1807).
- 1757 — Antonio Canova, escultor veneziano (m. 1822).
- 1762
  - Antônio de Santa Úrsula Rodovalho, religioso franciscano português nascido no Brasil Colonial (m. 1817).
  - Spencer Perceval, político britânico (m. 1812).
- 1717 — Ana Teresa de Saboia, nobre francesa (m. 1745).
- 1773 — Maria Teresa de Áustria-Este, rainha da Sardenha (m. 1832).
- 1778 — Rei Gustavo IV Adolfo da Suécia (m. 1837).
- 1781 — Joseph Karl Stieler, pintor alemão (m. 1858).
- 1782 — Frederick John Robinson, 1.º Conde de Ripon, político britânico (m. 1859).
- 1787 — Romualdo Antônio de Seixas, bispo brasileiro (m. 1860).
- 1797
  - Maria Doroteia de Württemberg, arquiduquesa da Áustria (m. 1855).
  - Santos Michelena, político e diplomata venezuelano (m. 1848).

### Século XIX
- 1819 — John Miller Adye, general britânico (m. 1900).
- 1831 — Harry Atkinson, político neozelandês (m. 1892).
- 1837 — Couto de Magalhães, político, militar e escritor brasileiro (m. 1898).
- 1838 — Khendrup Gyatso, 11.º dalai-lame do Tibete (m. 1856).
- 1847 — Emma Albani, cantora lírica canadense (m. 1930).
- 1848
  - Caroline Still Anderson, médica e ativista estadunidense (m. 1919).
  - Jules Bastien-Lepage, pintor francês (m. 1884).
- 1864 — Isabel Feodorovna, grã-duquesa da Rússia (m. 1918).
- 1878 — Carlos Saavedra Lamas, político e escritor argentino (m. 1959).
- 1886 — Sakutarō Hagiwara, poeta japonês (m. 1942).
- 1887 — Laurence Stephen Lowry, pintor inglês (m. 1976).
- 1889 — Philip Noel-Baker, político, diplomata e atleta britânico (m. 1982).
- 1896 — Edmund Blunden, poeta inglês (m. 1974).
- 1898
  - Arthur Legat, piloto de corrida belga (m. 1960).
  - Sippie Wallace, cantora estadunidense (m. 1986).

### Século XX

#### 1901—1950
- 1909 — Vicente Feola, treinador de futebol brasileiro (m. 1975).
- 1919 — Hermann Bondi, cosmólogo austro-britânico (m. 2005).
- 1923 — Carlos Páez Vilaró, empresário e artista plástico uruguaio (m. 2014).
- 1924 — Süleyman Demirel, político turco (m. 2015).
- 1931
  - Shunsuke Kikuchi, compositor japonês (m. 2021).
  - Chousuke Ikariya, ator e comediante japonês (m. 2004).
- 1934 — Jackson Lago, médico e político brasileiro (m. 2011).
- 1937 — Tom Waddell, médico americano e fundador dos Jogos Gays (m. 1987).
- 1939 — Bernard Kouchner, médico e político francês.
- 1941 — Alfio Basile, treinador argentino de futebol.
- 1942 — Larry Flynt, editor norte-americano (m. 2021).
- 1943 — Salvatore Adamo, cantor belga.
- 1944 — Oscar Temaru, político polinésio.
- 1945
  - Gilberto Braga, dramaturgo brasileiro (m. 2021).
  - Celso de Mello, jurista e magistrado brasileiro.
- 1949 — Jeannie Berlin, atriz e roteirista norte-americana.
- 1950 — Robert Betts Laughlin, físico norte-americano.

#### 1951—2000
- 1956 — Paulo Gonzo, cantor português.
- 1957 — Carlos Paião, músico português (m. 1988).
- 1962
  - Anthony Kiedis, cantor e compositor norte-americano.
  - Magne Furuholmen, músico norueguês.
- 1963 — Mark Hughes, treinador de futebol britânico.
- 1965 — Diego Giovanni Ravelli, bispo católico italiano.
- 1966 — Ingo Steuer, patinador artístico alemão.
- 1967 — Tina Arena, cantora norte-americana.
- 1969 — Óscar Ruiz, árbitro de futebol colombiano.
- 1971 — Alexei Tikhonov, patinador artístico russo.
- 1972
  - Toni Collette, atriz australiana.
  - Alessandra Silvestri-Levy, escritora brasileira.
  - Jenny McCarthy, atriz norte-americana.
- 1973 — Aishwarya Rai, atriz indiana.
- 1975 — Bo Bice, cantor norte-americano.
- 1976 — Luís Mário, futebolista brasileiro.
- 1977 — Álvaro, futebolista brasileiro.
- 1978 — Lázaro Ramos, ator brasileiro.
- 1981
  - Thiago Fragoso, ator brasileiro.
  - LaTavia Roberson, cantora, compositora e atriz norte-americana.
- 1984 — Natalia Tena, atriz britânica.
- 1986 — Penn Badgley, ator norte-americano.
- 1992 — Vladimir Morozov, patinador artístico russo.
- 1993
  - Pabllo Vittar, cantor e compositor brasileiro.
  - Saleh Al-Shehri, futebolista saudita.
- 1996
  - Yoo Jeong-yeon, cantora sul-coreana.
  - Lil Peep, rapper norte-americano. (m. 2017)
- 1999 — Buddy Handleson, ator norte-americano.
- 2000 — Gonzalo Plata, futebolista equatoriano.

## Mortes

### Anteriores ao século XX
- 0955 — Henrique I, duque da Baviera (n. 919).
- 1155 — Fernão Peres de Trava, nobre galego (n. 1100).
- 1296 — Guilherme Durando, humanista e bispo francês (n. 1230).
- 1391 — Amadeu VII, conde de Saboia (n. 1360).
- 1399 — João V, duque da Bretanha (n. 1339).
- 1406 — Joana de Brabante, duquesa de Brabante (n. 1322).
- 1431 — Nuno Álvares Pereira, beato e condestável português (n. 1360).
- 1457 — Francesco Foscari, doge de Veneza (n. 1373).
- 1463 — David, imperador de Trebizonda (n. 1408).
- 1546 — Giulio Romano, pintor e arquiteto italiano (n. 1499).
- 1700 — Carlos II de Espanha (n. 1661).
- 1730 — Luigi Ferdinando Marsigli, botânico, geógrafo e naturalista italiano (n. 1658).
- 1755 — Pierre Barrère, médico e naturalista francês (n. 1690).
- 1776 — Francisco de Saldanha da Gama, cardeal português (n. 1723).
- 1860 — Carlota da Prússia (n. 1798).

### Século XIX
- 1877 — Oliver P. Morton, político norte-americano (n. 1823).
- 1894 — Alexandre III da Rússia (n. 1845).
- 1899 — Alexandre Brodowski, engenheiro polonês (n. 1856).

### Século XX
- 1922 — Lima Barreto, escritor brasileiro (n. 1881).
- 1952 — Januário Cicco, médico brasileiro (n. 1881).
- 1956 — Pietro Badoglio, militar e político italiano (n. 1871).
- 1968
  - Francisco Campos, jurista e político brasileiro (n. 1891).
  - Ludowika Jakobsson, patinadora artística teuto—finlandesa (n. 1884).
- 1972 — Ezra Pound, poeta estadunidense (n. 1885).
- 1987 — René Lévesque, estadista canadense (n. 1922).
- 1993 — Felipe Pinheiro, ator e redator brasileiro (n. 1960).

### Século XXI
- 2007 — Paul Tibbets, piloto militar norte-americano (n. 1915).
- 2008 — Yma Sumac, cantora peruana (n. 1922).
- 2009 — Alda Merini, escritora e poetisa italiana (n. 1931).
- 2015
  - Günter Schabowski, político alemão (n. 1929).
  - Fred Thompson, político e ator norte americano (n. 1942).
  - José Fonseca e Costa, cineasta português (n. 1933).
- 2019 — Ary Kara, advogado e político brasileiro (n. 1942).
- 2022 — Takeoff, rapper estadunidense (n. 1994)
- 2023 — Peter White, ator norte-americano (n. 1937).
- 2024 — João Scognamiglio Clá Dias, presbítero católico brasileiro (n. 1939).

## Feriados e eventos cíclicos
- Dia Mundial Vegano
- Mitologia celta: Dia de Cailleach

### Cristianismo
- Cesário de Terracina
- Dia de Todos os Santos
- Nossa Senhora de Heede

## Outros calendários
- No calendário romano era o dia das calendas de novembro.
- No calendário litúrgico tem a letra dominical D para o dia da semana.
- No calendário gregoriano a epacta do dia é XXI.